# ムインガ県
ムインガ県（ムインガけん、ntara ya Muyinga）は、ブルンジ北東部にかつて存在した県（州と訳されることもある）。2008年国勢調査の人口は632,409人。県庁所在地はムインガ。

## 隣接する県
北西にキルンド県、西にンゴジ県、南西にカルジ県、南東にカンクゾ県、東にタンザニアのカゲラ州、北にルワンダ東部州と接していた。

## 歴史
1962年3月1日に設置された。1982年9月24日、キルンド郡がキルンド県として分離した。
2025年7月4日、周辺の県と合併しブフムザ県の一部となった。

## 下位行政区画
- Commune of Buhinyuza
- Commune of Butihinda
- Commune of Gashoho
- Commune of Gasorwe
- Commune of Giteranyi
- Commune of Muyinga
- Commune of Mwakiro

## 脚註
1. 1 2  “Provinces of Burundi”.   Statoids (2015年11月27日). 2025年8月1日閲覧。
2. ↑  “Burundi’s new Governors sworn in following major provincial reforms”. Burundi Times. (2025年7月6日) 2025年8月1日閲覧。